# Takuya Kida
Takuya Kida (喜田 拓也 Kida Takuya?, Yokohama, Kanagawa, 23 de septiembre de 1994) es un futbolista japonés que juega como mediocampista en el Yokohama F. Marinos de la J1 League de Japón.

## Clubes
| Club                      | País  | Año       |
| ------------------------- | ----- | --------- |
| Yokohama F. Marinos       | Japón | 2013-     |
| J. League sub-22 (cesión) | Japón | 2014-2015 |

## Palmarés

### Campeonatos nacionales
| Título             | Club                | País  | Año  |
| ------------------ | ------------------- | ----- | ---- |
| Copa del Emperador | Yokohama F. Marinos | Japón | 2013 |
| J1 League          | Yokohama F. Marinos | Japón | 2019 |
| J1 League          | Yokohama F. Marinos | Japón | 2022 |
| Supercopa de Japón | Yokohama F. Marinos | Japón | 2023 |